# Младе године могу све
Младе године могу све је деби албум српске фолк певачице Анице Миленковић, издат у сарадњи са Јужним ветром 1991. године за Дискос. На овом албуму се налазио велики хит "На ланчићу име твоје" који је од певачице направио тинејџ звезду. За ову песму снимљен је музички спот где се Аници, која је тада имала 13 година, удвара дечак на вашару.

## Списак песама
| №  | Назив                 | Трајање |  |
| 1. | На ланчићу име твоје  | 3:36    |  |
| 2. | Шапутања луда         | 2:47    |  |
| 3. | Ој ливадо, ливадице   | 3:07    |  |
| 4. | Младе године могу све | 3:11    |  |
| 5. | Несанице моја         | 3:48    |  |
| 6. | Плаче ми се           | 3:21    |  |
| 7. | Очарана девојчица     | 2:48    |  |
| 8. | Јесте, јесте весеље   | 2:11    |  |